# 貓妖精

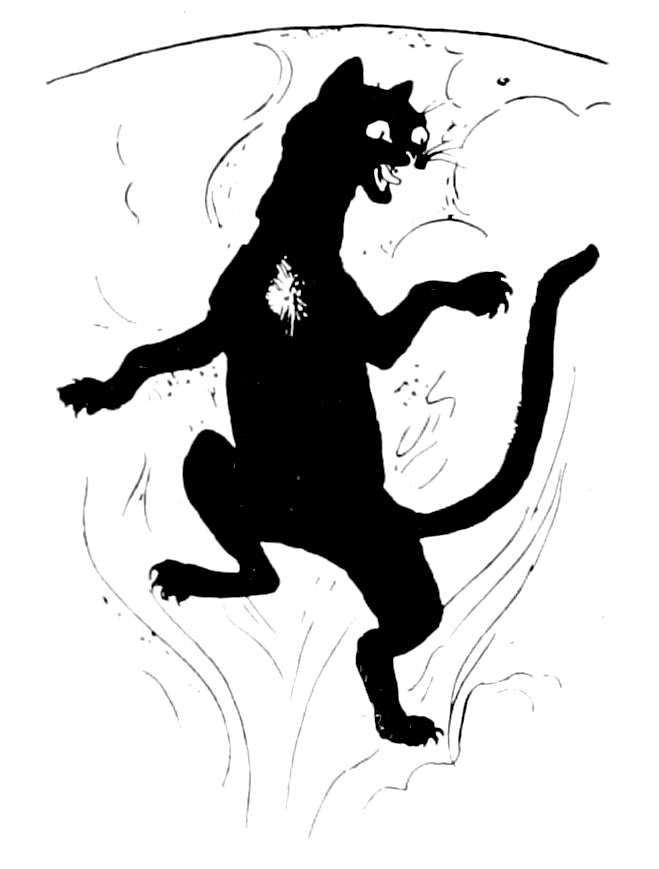
貓妖精的形象

貓妖精是一種蘇格蘭及愛爾蘭傳說中的貓形生物。其名字中的「Sith」在蘇格蘭蓋爾語中意指妖精。貓妖精形象多為黑貓，胸前有一大片白毛。牠擅長人類語言，以雙足走路，穿上長靴，衣著華麗，頭頂皇冠，穿梭於城市之間，更經常出沒於蘇格蘭的高地之上。牠能操多國語言，擁有高等教育水準。當地傳說中除了貓妖精外，還有狗妖精（Cu Sìth）。

## 傳說內容
據說貓妖精其實是貓群之中的王者。
傳說有一天，一個農民在滿月之夜回家途中，在村子邊界看見群貓集合在橋上。在好奇 的驅使之下，農民上前窺伺，卻看見群貓正在進行葬禮儀式，而且全都能作人言，當時牠們在說類似「貓國國王陛下死了」的話後，不久就全部逃去。農民懷著驚訝的心情回到家中，翌日他家中的妻子對他說，當天他們家中那頭正睡在暖爐上的愛貓，忽然飛起大叫：「甚麼？我是下一任的國王！」然後就飛出煙囪，再沒有回來了。

## 傳說來源
英國神祕生物學者卡爾·舒克（Karl Shuker）提出，貓妖精的傳說原型，其實是來自蘇格蘭特有的一種黑色野貓「凱拉斯貓」（Kellas Cat）。這種貓的出現，大概是由歐洲野貓與蘇格蘭本土貓雜交所得，體型較大，如野貓一般毛髮呈黑色，但又具備一些本土貓的特質，而牠們可能已經存在於蘇格蘭多個世紀，甚至被指已有兩千年之久。這種奇妙的貓種，大約就是貓妖精傳奇的最初典源。另外，亦有民俗學者提出，貓妖精實際上並不是妖精，而是巫師。

## 相關作品
- 穿靴子的貓 - 是法國的民俗故事，當中有一頭以雙腳步行、精通人語的貓
- 貓之報恩 - 故事中出現會說人話的貓，與及貓之國
- 水星領航員 - 漫畫作品中的吉祥動物之一
- 最終幻想系列 - 在最終幻想VII中牠是同伴之一，在最終幻想VI中是召喚獸
- 女神轉生系列 - 惡魔的一種
- 史瑞克系列 - 鞋貓劍客
- 伯爵與妖精 - 會說話的貓妖精尼可，家鄉在蘇格蘭西部的赫布里底群島，脖子上繫著領結，喜愛做紳士的打扮
- 魔法使的新娘-漫畫作品中有陳述到的一段故事與角色馬修有關
- PROJECT SCARD-動畫作品中，Scard嵐柴千真的紋身

## 外部連結
- 蘇格蘭大貓的真相 - 關於「Kellas cat」的文章。